# Charles Murray (politólogo)
Charles Alan Murray (Newton, 8 de enero de 1943) es un politólogo, escritor y orador público estadounidense. Él es el W.H. Brady Scholar en el American Enterprise Institute, un think tank conservador en Washington D. C. Murray se identifica como libertario. También se le ha calificado de conservador, ultraderechista y nacionalista blanco.
El trabajo de Murray ha sido y sigue siendo muy controvertido. Su libro Losing Ground: American Social Policy 1950–1980 (1984) discutió el sistema de bienestar estadounidense. Escribió junto a Richard Herrnstein el controvertido libro The Bell Curve (1994),  en el que sostiene que la inteligencia es un mejor predictor que el estado socioeconómico de los padres o el nivel educativo de muchos resultados individuales, incluidos los ingresos, el desempeño laboral, el embarazo fuera del matrimonio, y la delincuencia, y que los programas de bienestar social y los esfuerzos educativos para mejorar los resultados sociales para los desfavorecidos son en gran medida contraproducentes. En dicho libro también afirmaba que las diferencias en el cociente intelectual (CI) medio entre grupos raciales y étnicos son, al menos en parte, de origen genético, una opinión que ahora se considera desacreditada por el consenso científico.

## Primeros años
De ascendencia escocesa-irlandesa, Murray nació en Newton, Iowa, y se crio en una familia republicana "del tipo Norman Rockwell" que enfatizaba la responsabilidad moral. Es hijo de Frances B. (de soltera Patrick) y Alan B. Murray, ejecutivo de Maytag Company. Su juventud estuvo marcada por una sensibilidad rebelde y bromista. Cuando era adolescente, jugaba al billar en un lugar frecuentado por delincuentes juveniles, desarrolló habilidades de debate, abrazó el sindicalismo laboral (para disgusto de sus padres) y en una ocasión ayudó a quemar una cruz que él y sus amigos habían erigido cerca de una estación de policía.
Murray le da crédito al SAT por ayudarlo a salir de Newton y entrar a Harvard. "En 1961, la prueba me ayudó a ingresar a Harvard desde una pequeña ciudad de Iowa al brindarme una forma de demostrar que podía competir con los solicitantes de Exeter y Andover", escribió Murray. "Desde entonces, he visto al SAT como el amigo del pequeño, tal como dijo que sería James Bryant Conant, presidente de Harvard, cuando instó al SAT a la nación en la década de 1940". Sin embargo, en un artículo de opinión publicado en The New York Times el 8 de marzo de 2012, Murray sugirió eliminar el papel del SAT en las admisiones universitarias, señalando que el SAT "se ha convertido en un símbolo del privilegio de la nueva clase alta, como la gente asume (aunque erróneamente) que los puntajes altos se adquieren con los recursos de escuelas privadas y programas costosos de preparación de exámenes".
Murray obtuvo un A.B. en historia de Harvard en 1965 y un Ph. D. en ciencias políticas del Instituto de Tecnología de Massachusetts en 1974.

## Cuerpo de Paz
Murray se fue al Cuerpo de Paz en Tailandia en 1965, permaneciendo en el extranjero durante seis años. Al comienzo de este período, Murray encendió un romance con su instructora de idioma tailandés budista (en Hawái), Suchart Dej-Udom, la hija de un rico hombre de negocios tailandés, que "nació con una mano y una mente lo suficientemente aguda como para superar al resto del país en el examen de ingreso a la universidad". Posteriormente, Murray propuso matrimonio por correo desde Tailandia, y éste comenzó el año siguiente, un movimiento que Murray ahora considera rebelión juvenil. "Me voy a casar con una budista tailandesa con una sola mano", dijo. "Esta no era la nuera que normalmente se habría presentado a una pareja de Iowa".
Murray acredita su tiempo en el Cuerpo de Paz en Tailandia con su interés de toda la vida en Asia. "Hay aspectos de la cultura asiática tal como se vive que todavía prefiero a la cultura occidental, 30 años después de la última vez que viví en Tailandia", dice Murray. "Dos de mis hijos son mitad asiáticos. Aparte de esos aspectos personales, siempre he pensado que las civilizaciones china y japonesa tenían elementos que representaban la cúspide de los logros humanos en ciertos dominios".
Su permanencia en el Cuerpo de Paz terminó en 1968, y durante el resto de su tiempo en Tailandia trabajó en un programa encubierto de contrainsurgencia de los Institutos Estadounidenses de Investigación (AIR, por sus siglas en inglés) para el ejército estadounidense en cooperación con la CIA.
Al recordar su tiempo en Tailandia en un episodio de 2014 de "Conversaciones con Bill Kristol", Murray señaló que su visión del mundo fue moldeada fundamentalmente por su tiempo allí. "Básicamente, la mayor parte de lo que leíste en mis libros lo aprendí en pueblos tailandeses". Continuó: "De repente, me sorprendió primero la enorme discrepancia entre lo que Bangkok pensaba que era importante para los aldeanos y lo que los aldeanos querían del gobierno. Y lo segundo que obtuve fue que cuando apareció el agente de cambio de gobierno, el pueblo se fue al infierno en términos de su gobierno interno".
El trabajo de Murray en el Cuerpo de Paz y la posterior investigación social en Tailandia para firmas de investigación asociadas con el gobierno de los Estados Unidos lo llevaron al tema de su tesis doctoral en ciencias políticas en el MIT, en la que argumentó en contra de la intervención burocrática en la vida de los aldeanos tailandeses.

## Divorcio y nuevo matrimonio
En la década de 1980, su matrimonio con Suchart Dej-Udom había sido infeliz durante años, pero "las lecciones de su niñez sobre la importancia de la responsabilidad lo llevaron lentamente a la idea de que el divorcio era una alternativa honorable, especialmente con niños pequeños involucrados".
Murray se divorció de Dej-Udom después de catorce años de matrimonio y tres años más tarde se casó con Catherine Bly Cox (nacida en 1949, Newton, Iowa), profesora de literatura inglesa en la Universidad Rutgers. Al principio, Cox tuvo dudas cuando vio sus opciones de lectura conservadoras, y pasó largas horas "tratando de reconciliar sus impactantes opiniones con lo que ella veía como su profunda decencia". En 1989, Murray y Cox fueron coautores de un libro sobre el programa Apolo, Apollo: Race to the Moon. Murray asiste y Cox es miembro de una reunión cuáquera en Virginia, y viven en el condado de Frederick, Maryland, cerca de Washington D. C.
Murray tiene cuatro hijos, dos de cada esposa. Su segunda esposa, Catherine Bly Cox, se había convertido al cuaquerismo en 2014, mientras que Murray se consideraba un agnóstico.

## Investigación y opiniones
Murray continuó su trabajo de investigación en AIR, una de las organizaciones privadas de investigación en ciencias sociales más grandes, a su regreso a los Estados Unidos. De 1974 a 1981, Murray trabajó para AIR y finalmente se convirtió en politólogo jefe. Mientras estuvo en AIR, Murray supervisó evaluaciones en los campos de educación urbana, servicios de bienestar, guarderías, embarazo adolescente, servicios para ancianos y justicia penal.
De 1981 a 1990, fue miembro del conservador Manhattan Institute donde escribió Losing Ground, que influyó mucho en el debate sobre la reforma del bienestar en 1996, y In Pursuit.
Ha sido miembro del conservador American Enterprise Institute desde 1990 y fue un colaborador frecuente de The Public Interest, una revista de política y cultura conservadoras. En marzo de 2009, recibió el más alto honor de AEI, el premio Irving Kristol. También ha recibido un doctorado honoris causa de la Universidad Francisco Marroquín.
Murray ha recibido subvenciones de la conservadora Bradley Foundation para apoyar su beca, incluida la escritura de The Bell Curve.

### Losing Ground
En el libro Losing Ground: American Social Policy, 1950–1980, Murray sostiene que todos los programas de bienestar social están condenados a causar un daño neto a la sociedad y, de hecho, perjudican a las mismas personas a las que esos programas intentan ayudar. Al final, llega a la conclusión de que los programas de bienestar social no pueden tener éxito y, en última instancia, deberían eliminarse por completo. Las afirmaciones de Murray se dividen en las siguientes supuestas "leyes" (que no deben confundirse con la Ley de Murray, un principio completamente no relacionado primero descrito por el biólogo Cecil D. Murray en 1926):
1. "Ley de selección imperfecta": Cualquier regla objetiva que defina la elegibilidad para un programa de transferencia social excluirá irracionalmente a algunas personas.
2. "Ley de recompensas no intencionales": Cualquier transferencia social aumenta el valor neto de estar en la condición que motivó la transferencia.
3. "Ley del daño neto": Cuanto menos probable es que el comportamiento no deseado cambie voluntariamente, más probable es que un programa para inducir el cambio cause un daño neto.

## Puntos de vista políticos
Murray se identifica como libertario. También se le ha calificado de conservador, ultraderechista y nacionalista blanco.

#### Educación
Murray ha criticado la ley Que Ningún Niño Se Quede Atrás, argumentando que "establecía un objetivo carente de todo contacto con la realidad..... El Congreso de Estados Unidos, actuando con amplias mayorías bipartidistas, a instancias del Presidente, promulgó como ley del país que todos los niños deben estar por encima de la media". En su opinión, esta ley es un ejemplo de "romanticismo educativo [que] pide demasiado a los alumnos que se encuentran en la parte inferior de la pila intelectual, pide cosas equivocadas a los que están en el medio y pide demasiado poco a los que están en la cima".
Desafiando el "romanticismo educativo", escribió un libro sobre educación titulado Real Education: Four Simple Truths for Bringing America's Schools Back to Reality. En dicho libro expone sus "cuatro simples verdades", que son las siguientes:
1. La capacidad varía.
2. La mitad de los niños están por debajo de la media.
3. Demasiada gente va a la universidad.
4. El futuro de Estados Unidos depende de cómo eduquemos a los superdotados académicamente.[42]

En 2014, un discurso que Murray tenía previsto dar en la Universidad Azusa Pacific fue "pospuesto" debido a la investigación de Murray sobre las diferencias de los grupos humanos. Murray respondió a la institución señalando que era un flaco favor a los estudiantes y al profesorado desestimar la investigación por su naturaleza controvertida y no por las pruebas. Murray también instó a la universidad a considerar sus trabajos tal como son y llegar a conclusiones por sí mismos, en lugar de basarse en fuentes que "se especializan en difamar a la gente".

#### Economía
Murray ha indicado que cree que el gobierno está excesivamente regulado y se ha mostrado partidario de desobedecer las normas que considera injustas.
Murray apoya tener códigos fiscales más simples y disminuir los beneficios del gobierno, lo que podría incentivar la maternidad. En junio de 2016, Murray escribió que sustituir la asistencia social por una renta básica universal era la mejor manera de adaptarse a "un mercado laboral estadounidense radicalmente cambiante".

#### Aborto
Durante una participación en la Conferencia Política de Acción Conservadora, Murray habló del aborto: "Es un asesinato, un homicidio, pero a veces el homicidio está justificado". Ha dicho que cree que es aceptable en determinadas situaciones, como cuando la vida de la mujer está en peligro y cuando hay daños graves en el cerebro del niño. Murray también ha indicado que cree que los conservadores deberían dejar de lado cuestiones sociales como el aborto y ha dicho que deberían buscar una "persuasión moral" en lugar de criminalizar cuestiones como el aborto y el matrimonio entre personas del mismo sexo.

#### Raza
En el libro de Murray The Bell Curve en los capítulos 13 y 14, donde los autores escribieron acerca de las diferencias perdurables en la raza y la inteligencia y discutir las implicaciones de esa diferencia. Escriben en la introducción del capítulo 13 que "El debate sobre si los genes y el entorno tienen que ver con las diferencias étnicas, y en qué medida, sigue sin resolverse" y que "Nos parece muy probable que tanto los genes como el entorno tengan algo que ver con las diferencias raciales". Esto contrasta con el consenso científico e investigaciones posteriores que no encuentran que las disparidades raciales en los logros educativos o la inteligencia medida se expliquen por diferencias genéticas entre grupos.
Citando afirmaciones hechas por Murray en The Bell Curve, el Southern Poverty Law Center lo etiquetó de "nacionalista blanco", acusando a sus ideas de estar enraizadas en la eugenesia. Murray niega dicha caracterización. Francis Wheen resumió los argumentos de Murray como "Los negros son más estúpidos que los blancos: siempre lo han sido, siempre lo serán. Por eso tienen menos éxito económico y social. Como la culpa está en sus genes, están condenados a estar en lo más bajo ahora y siempre". Entre las figuras públicas que han defendido a Murray de las acusaciones de racismo se encuentran Sam Harris, Glenn Loury, Andrew Sullivan y Kyle Smith.

## The Bell Curve
The Bell Curve: Intelligence and Class Structure in American Life (1994) es un controvertido bestseller que Charles Murray escribió con el profesor de Harvard Richard J. Herrnstein. El título del libro proviene de la distribución normal en forma de campana de las puntuaciones de CI. Su tesis central es que la inteligencia es un mejor predictor de muchos factores, entre los que se incluyen los ingresos económicos, el desempeño laboral, el embarazo fuera del matrimonio y la delincuencia, que el nivel socioeconómico o educativo de los padres. El libro también argumentó que aquellos con inteligencia alta (la "élite cognitiva") se están separando de aquellos con inteligencia promedio y por debajo del promedio, y que esto constituye una tendencia social peligrosa.
Gran parte de la controversia se originó en los capítulos 13 y 14, donde los autores escriben sobre las diferencias perdurables en la raza y la inteligencia y discuten las implicaciones de esa diferencia. En la introducción del capítulo 13, escriben que "el debate sobre si los genes y el entorno tienen que ver con las diferencias étnicas y cuánto tienen que ver con las diferencias étnicas sigue sin resolverse", y que "nos parece muy probable que tanto los genes como el medio ambiente tengan algo que ver con las diferencias raciales". Esto contrasta con el consenso contemporáneo y posterior de los investigadores de la corriente principal, que no encuentran que las disparidades raciales en el logro educativo o la inteligencia medida se expliquen por diferencias genéticas entre grupos.
Tras su publicación, varios académicos criticaron el libro. Algunos dijeron que apoyaba el "racismo científico" desacreditado durante mucho tiempo y se escribieron varios libros para refutar The Bell Curve. Esos trabajos incluyen una edición de 1996 del biólogo evolucionista Stephen Jay Gould, The Mismeasure of Man; una colección de ensayos, The Bell Curve Wars (1995), que reacciona a los comentarios de Murray y Herrnstein; y The Bell Curve Debate (1995), cuyos ensayos responden de manera similar a cuestiones planteadas en The Bell Curve. Arthur S. Goldberger y Charles F. Manski critican los métodos empíricos que sustentan las hipótesis del libro.
Francis Wheen resumió los argumentos de Murray como "los negros son más estúpidos que los blancos: siempre lo han sido, siempre lo serán. Por eso tienen menos éxito económico y social. Dado que la falla está en sus genes, están condenados a estar en el fondo del montón ahora y siempre".
Citando afirmaciones hechas por Murray en The Bell Curve, el Southern Poverty Law Center lo etiquetó como un "nacionalista blanco", alegando que sus ideas estaban arraigadas en la eugenesia. Murray cuestionó esta caracterización.

### Coming Apart
En su bestseller de 2012 Coming Apart: The State of White America, 1960–2010, Murray describe las tendencias divergentes entre los estadounidenses blancos pobres y de clase media alta en el medio siglo posterior a la muerte de John F. Kennedy Jr. Se centra en los estadounidenses blancos con el fin de argumentar que el declive económico en ese período no fue experimentado únicamente por las minorías, a quienes trae a su argumento en los últimos capítulos del libro. Sostiene que la tensión de clase ha dividido a los estadounidenses blancos en dos estratos distintos y altamente segregados: "una clase alta, definida por el nivel educativo, y una nueva clase baja, caracterizada por la falta de ella. Murray también postula que la nueva 'clase baja' [blanca] es menos trabajadora, menos propensa a casarse y criar hijos en un hogar biparental y más desconectada política y socialmente".
Los críticos han sugerido que eligió los datos y el período de tiempo bajo análisis, con Nell Irvin Painter, por ejemplo, escribiendo que "los comportamientos que parecen haber comenzado en la década de 1960 pertenecen a una historia mucho más larga y compleja que la que escritores impulsados ideológicamente como el Sr. Murray quiere que creamos".

### Escritos de opinión
Murray ha publicado artículos de opinión en The New Republic, Commentary, The Public Interest, The New York Times, The Wall Street Journal, National Review y The Washington Post. Ha sido testigo ante los comités de la Cámara y el Senado de los Estados Unidos y consultor de altos funcionarios del gobierno republicano en los Estados Unidos y otros funcionarios conservadores en el Reino Unido, Europa del Este y la Organización para la Cooperación y el Desarrollo Económicos.
En la edición de abril de 2007 de la revista Commentary, Murray escribió sobre la representación desproporcionada de judíos en las filas de los triunfadores sobresalientes y dice que una de las razones es que "se ha descubierto que tienen una inteligencia media inusualmente alta medida por pruebas de CI desde que se analizaron las primeras muestras judías". Su artículo concluye con la afirmación: "En este punto, me refugio en mi hipótesis restante, singularmente parsimoniosa y felizmente irrefutable. Los judíos son el pueblo elegido por Dios".
En la edición de julio/agosto de 2007 de The American, una revista publicada por el American Enterprise Institute, Murray dice que ha cambiado de opinión sobre las pruebas SAT y dice que deberían descartarse: "Quizás el SAT había hecho una importante contribución independiente para predecir el rendimiento en la universidad en años anteriores, pero cuando se realizó la investigación en la última mitad de la década de 1990, la prueba ya había sido arruinada por la corrección política". Murray aboga por reemplazar el SAT tradicional con las pruebas de rendimiento de materias del College Board: "La sorprendente realidad empírica es que el SAT es redundante si los estudiantes deben realizar pruebas de rendimiento".
En junio de 2016, Murray escribió sobre cómo reemplazar la asistencia social por la Renta Básica Universal (RBU), que en su opinión es la mejor manera de adaptarse a "un mercado laboral estadounidense que cambia radicalmente".

### Puntos de vista sobre la educación
Murray ha criticado la ley Que Ningún Niño Se Quede Atrás, argumentando que "establece un objetivo que no tiene contacto con la realidad... El Congreso de los Estados Unidos, actuando con amplias mayorías bipartidistas, a instancias del presidente, promulgó como la ley del país que todos los niños deben estar por encima del promedio". Él ve la ley como un ejemplo de "romanticismo educativo [que] pide demasiado a los estudiantes en la parte inferior de la pila intelectual, pide las cosas incorrectas a los del medio y muy poco a los de la parte superior".
Desafiando el "romanticismo educativo", escribió Real Education: Four Simple Truths for Bringing America's Schools Back to Reality (en español, Educación real: cuatro verdades simples para hacer que las escuelas estadounidenses vuelvan a la realidad). Sus "cuatro verdades simples" son las siguientes:
1. La habilidad varía.
2. La mitad de todos los niños están por debajo del promedio.
3. Demasiadas personas van a la universidad.
4. El futuro de Estados Unidos depende de cómo eduquemos a los dotados académicamente.[91]

En 2014, un discurso que Murray había programado para dar en la Universidad Azusa Pacific fue "pospuesto" debido a la investigación de Murray sobre las diferencias entre los grupos humanos. Murray respondió a la institución señalando que era un flaco favor para los estudiantes y la facultad rechazar la investigación debido a su naturaleza controvertida en lugar de la evidencia. Murray también instó a la universidad a considerar sus trabajos como son y llegar a conclusiones por sí mismos, en lugar de depender de fuentes que "se especializan en difamar a la gente".

## Discurso público y protesta en Middlebury College

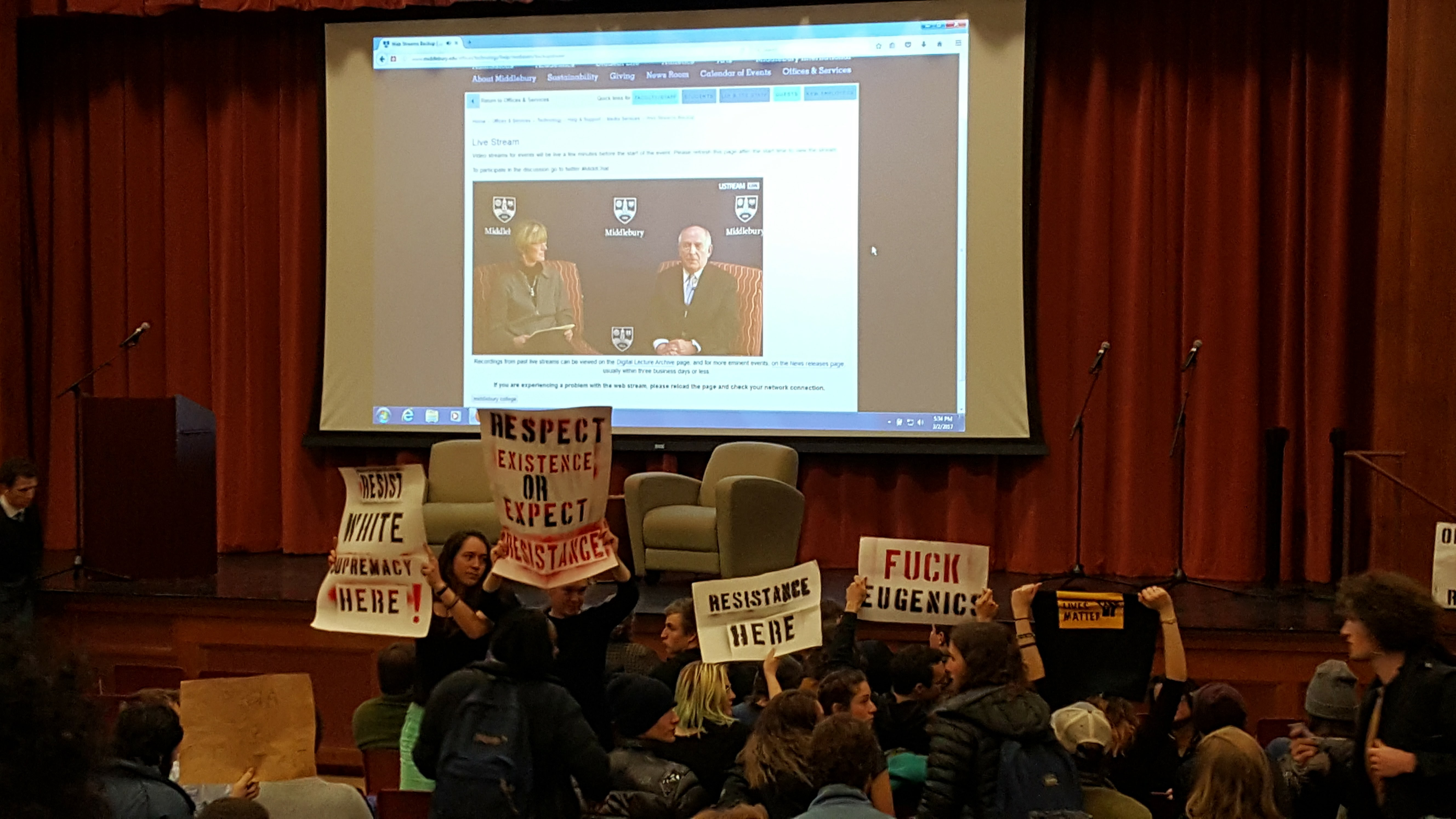
Charles Murray habla en Middlebury College mientras los estudiantes protestan.

El 2 de marzo de 2017, Murray tenía previsto hablar en Middlebury College en Middlebury, Vermont sobre Coming Apart: the State of White America, 1960–2010. Murray fue invitado a asistir al College por el American Enterprise Institute Club de Middlebury, que recibió el copatrocinio del evento de un profesor del departamento de ciencias políticas. Antes de que Murray pudiera hablar, los estudiantes del salón se levantaron y recitaron al unísono un discurso sobre las implicaciones eugenistas del trabajo de Murray. Los estudiantes procedieron a corear: "¡Charles Murray, vete, racista sexista anti-gay!"; "¿Quién es el enemigo? ¡La supremacía blanca!"; "¡Así es como se ve la democracia!", y bailaron en el salón en un esfuerzo por evitar que Murray hable. Bill Burger, vicepresidente de comunicaciones de Middlebury College, anunció que el discurso se trasladaría a otro lugar. Una transmisión de circuito cerrado mostró a Murray siendo entrevistado por la profesora de ciencias políticas Allison Stanger; se escucharon cánticos de los manifestantes durante toda la transmisión. Después de la entrevista, hubo una confrontación violenta entre los manifestantes, tanto de la universidad como de la comunidad circundante, y Murray, el vicepresidente de comunicaciones Bill Burger, y Stanger (quien fue hospitalizada con una lesión en el cuello y una conmoción cerebral) cuando salían del McCullough Student Center. Los estudiantes de Middlebury afirmaron que los oficiales de seguridad pública de Middlebury instigaron e intensificaron la violencia contra los manifestantes no violentos y que el administrador Bill Burger agredió a los manifestantes con un automóvil. La presidenta de Middlebury, Laurie L. Patton, respondió después del evento, diciendo que la escuela respondería a "las claras violaciones de la política de Middlebury College que ocurrieron dentro y fuera de Wilson Hall". La escuela tomó medidas disciplinarias contra 74 estudiantes por su participación en el incidente.